# Xã East Earl, Quận Lancaster, Pennsylvania
Xã East Earl (tiếng Anh: East Earl Township) là một xã thuộc quận Lancaster, tiểu bang Pennsylvania, Hoa Kỳ. Năm 2010, dân số của xã này là 6.507 người.